# Boletim Oficial do Mercosul
O Boletim Oficial do Mercosul, sigla BOM, é o órgão que publica a literatura das decisões e demais atos administrativos do bloco multilateral e é administrado pela Secretaria do Mercosul.

## História
O BOM foi criado pelo Protocolo de Ouro Preto, cuja literatura do artigo 39 determina que:
| “ | serão publicados no Boletim Oficial do MERCOSUL, em sua íntegra, nos idiomas espanhol e português, o teor das Decisões do Conselho do Mercado Comum, das Resoluções do Grupo Mercado Comum, das Diretrizes da Comissão de Comércio do MERCOSUL e dos Laudos Arbitrais de solução de controvérsias, bem como de quaisquer atos aos quais o Conselho do Mercado Comum ou o Grupo Mercado Comum entendam necessário atribuir publicidade oficial. | ” |

## Periodicidade
A página oficial da Boletim diz que a a publicação é semestral.